# Quantificació (física)
A l'entorn de la física, una  quantificació  és un procediment matemàtic per a construir un model quàntic per a un sistema físic a partir de la seva descripció clàssica.

## Definició formal
En concret atesa la descripció hamiltoniana d'un sistema clàssic mitjançant una varietat simpléctica {\displaystyle ({\mathcal {M}},\omega )} es pot definir formalment el procés de quantificació com la construcció d'un espai de Hilbert {\displaystyle {\mathcal {H}}} tal que el conjunt de magnituds físiques o observables mesurables en el sistema clàssic {\displaystyle f_{i}\,} se li assigna un conjunt d'observables quàntics o operadore autoadjunts {\displaystyle {\hat {f}}_{i}} tals que:
1. {\displaystyle (F_{i}+f_{j}){\hat {}}={\hat {f}}_{j}+{\hat {f}}_{j}}
2. {\displaystyle (\Lambda f_{i}){\hat {}}=\lambda {\hat {f}}_{j}\qquad \lambda \in \mathbb {R} }
3. {\displaystyle \{F_{i},f_{j}\}{\hat {}}=-i[{\hat {f}}_{i},{\hat {f}}_{j}]}
4. {\displaystyle {\hat {1}}=I_{\mathcal {H}}}
5. Els operadors de posició {\displaystyle {\hat {q}}_{i}} i els seus moments conjugats {\displaystyle {\hat {p}}_{i}} actuen irreduciblemente sobre {\displaystyle {\mathcal {H}}} .

On {\displaystyle I_{\mathcal {H}}} és l'aplicació identitat sobre l'espai de Hilbert assignat al sistema, {\displaystyle \{\cdot ,\cdot \}} és el parèntesi de Poisson i {\displaystyle [\cdot ,\cdot ]} és el commutador d'operadors.
Pel teorema de Stone-von Neumann la condició (5) implica que els graus de llibertat de desplaçament ens obliguen a prendre {\displaystyle {\mathcal {H}}\approx L^{2}(\mathbb {R} ^{n})} i un operador és multiplicador i un altre derivatiu. Així si es fan servir la representació en forma de funció d'ona en termes de les coordeandas espacials: 

{\displaystyle {\hat {q}}_{i}\psi (q_{i})=q_{i}\psi (q_{i})\qquad {\hat {p}}_{i}\psi (q_{i})=-i\hbar {\frac {\partial }{\partial q_{i}}}\psi (q_{i})}

Si s'usen la representació en forma de funció d'ona en termes de les coordeandas de moment conjugat: 

{\displaystyle {\hat {p}}_{i}\psi (p_{i})=p_{i}{\tilde {\psi }}(p_{i})\qquad {\hat {q}}_{i}\psi (p_{i})=-i\hbar {\frac {\partial }{\partial p_{i}}}{\tilde {\psi }}(p_{i})}

### Sistemes quantificats
Un sistema hamiltonià clàssic definit sobre una varietat simplèctica {\displaystyle ({\mathcal {M}},\omega )} es diu quantificada si hi ha un {\displaystyle S^{1}} - fibrat principal {\displaystyle \pi :{\mathcal {Q_{M}}}\to {\mathcal {M}}} i unel 1-forma {\displaystyle \alpha \;} sobre {\displaystyle {\mathcal {Q_{M}}}}, anomenada varietat de quantificació, tal que:
1. {\displaystyle \mathrm {A} \;} és invariant sota l'acció de {\displaystyle S^{1}[\approx O(1)]}
2. {\displaystyle \Pi ^{*}\omega =d\alpha \;}

Un resultat recollit en Steenrod 1951 implica que una varietat és quantificada si la segona classe de cohomologia satisfà certa propietat:
 {\displaystyle ({\mathcal {M}},\omega )} és quantificada si i només si {\displaystyle \omega /h\in H^{2}({\mathcal {M}},\mathbb {Z} )}, és a dir la integral de la forma simplèctica integrada sobre una varietat compacta de dimensió 2 és un nombre enter multiplicat per la constant de Planck. És més, en aquells casos en què hi ha més d'una manera de quantificar un sistema clàssic, les diferents quantificacions es poden classificar d'acord amb la forma d'{\displaystyle H^{1}({\mathcal {M}},\mathbb {Z} )} 

## Primera quantificació
Els procediments de primera quantificació són mètodes que permeten construir models d'una partícula dins de la mecànica quàntica a partir de la corresponent descripció clàssica del espai de fases d'una partícula.
- La quantificació canònica , és un procediment informal que assigna a magnitud física expressable en termes de les coordenades canòniques del sistema clàssic, un operador obtingut per substitució directa de les variables canòniques per operadors herm´tic  P  i   i  Q  i   que satisfan les relacions [ Q  i  ,  P  i  ] = ih/2π, [ Q  i  ,  Q  j  ] = 0, [ P  i  ,  P  j  ] = 0 i [ Q  i  ,  P  j  ] = 0.
- La quantificació de Weyl , és un procediment per construir un operador hermític sobre l'espai {\displaystyle L^{2}(\mathbb {R} ^{n})} per a un sistema el espai de fases clàssic tingui una topologia {\displaystyle \mathbb {R} ^{2n}}. Aquesta tècnica va ser descrita per primera vegada per Hermann Weyl el 1927.

## Segona quantificació
Els procediments de segona quantificació són mètodes per construir teories quàntiques de camps a partir d'una teoria clàssica de camps.
- Quantificació canònica , és una extensió del procediment de quantificació canònica emprat en la primera quantificació però estès en aquest cas a més d'una partícula.
- Quantificació canònica covariant .
- Quantificació mitjançant integrals de camí , proposat per Feynmann i Kac que depèn de construir una mesura acotada en un espai de Hilbert a partir del funcional de acció.
- Quantificació geomètrica .
- Aproximació variacional de Schwinger .